# 덩크슛 (1992년 영화)
《덩크슛》(영어: White Men Can't Jump)은 미국에서 제작된 론 셸턴 감독의 1992년 스포츠 코미디 영화이다. 웨슬리 스나이프스, 우디 해럴슨, 로지 퍼레즈 등이 출연하였고, 데이비드 V. 레스터 등이 제작에 참여하였다. 1992년 3월 27일 20세기 폭스에 의해 미국에서 개봉되었다.
2023년 동명의 리메이크 영화(White Men Can't Jump)가 공개되었다.

## 줄거리
전 대학 농구 선수 출신인 빌리는 백인이라는 이유로 자신을 얕잡아보는 스트리트볼 선수들을 등쳐 먹으며 살고 있다. 흑인 시드니 역시 하프코트 팀 게임에서 한 번, 1:1 대결에서 한 번, 총 두 번 빌리에게 진 전적이 있다.
빌리와 여자친구 글로리아는 도박 빚 때문에 폭력배 스투키 형제에게 쫓기고 있으며, 다독가인 글로리아는 제퍼디!에 나가 상금을 타는 게 꿈이다. 한편 시드니는 새 집을 사서 우범 지대인 볼드윈 빌리지 인근을 벗어나고 싶어한다.
시드니는 빌리에게 동업을 제안하고, 상대들이 빌리를 시드니의 팀 동료로 고르도록 유도하는 이들의 수법은 잘 먹힌다. 하지만 일전에 빌리에게 졌던 일에 여전히 앙심을 품은 시드니는 빌리를 배신하고 경기를 고의로 엉망으로 치러서 지고, 빌리는 시드니의 친구들에게 1,700 달러를 잃고 만다. 글로리아는 빌리를 데리고 시드니의 아파트로 가서 시드니의 아내 론다에게 이를 호소한다. 글로리아와 론다는 시드니와 빌리가 함께 메이저 2:2 야외 토너먼트에 나가게 한다.
토너먼트에서 우승한 둘은 5,000 달러를 탄다. 그러나 시드니는 빌리가 슬램덩크를 하지 못한다는 점을 놀리고, 이에 빌리는 상금 중 본인 몫을 내기로 걸어버린다. 시드니는 "백인들은 점프를 못한다"(White Men Can't Jump)고 말하며 세 번의 기회를 주고, 빌리는 그 말 그대로 실패하여 본인 몫의 상금을 날린다. 이를 알게 된 글로리아는 빌리를 떠난다.
글로리아를 되찾고 싶은 빌리는 시드니에게 도움을 청한다. 마침 시드니는 제퍼디! 녹화장 경비 로버트를 친구로 두고 있다. 로버트는 빌리에게 하프코트 라인 뒤에서 훅 숏을 꽂아보라고 하고, 빌리가 이를 성공시키자 연줄을 이용해 글로리아를 출연시킨다. 글로리아는 첫 출연에서 14,100 달러 상금을 따낸다. 빌리는 자작곡을 노래해 글로리아와 재결합한다.
곧 시드니는 아파트에 도둑이 들어 상금액을 전부 잃어버리고, 빌리에게 로스앤젤레스 스트리트볼 세계 전설인 "더 킹"과 "더 덕"을 상대로 함께 대결하자고 부탁한다. 빌리는 글로리아의 상금 중 본인 몫을 걸기로 한다. 빌리가 고정 직업을 갖길 원하는 글로리아는 두 사람이 경기에서 이기더라도 빌리를 떠나겠다고 경고하지만, 시드니에게 글로리아의 제퍼디! 출연을 빚졌다고 생각하는 빌리는 그대로 경기에 임한다.
경기에서 이긴 빌리는 판돈을 두 배로 불려 집으로 돌아오지만 글로리아가 정말로 자신을 떠난 것을 확인하고, 자신을 찾아낸 깡패들에게 빚을 갚는다. 빌리와 시드니는 두 사람이 처음 1:1 경기로 만났던 코트로 돌아간다. 이번엔 친구로서.

## 출연진
- 우디 해럴슨 - 빌리 호일 역
- 웨슬리 스나이프스 - 시드니 "시드" 딘 역
- 로지 퍼레즈 - 글로리아 클레멘테이 역
- 타이라 페럴 - 론다 딘 역
- 실크 코자트 - 로버트 역
- 커딤 하디슨 - 주니어 역
- 나이절 미겔 - 드와이트 "더 플라이트" 맥기 역
- 두에인 마틴 - 윌리 루이스 역
- 프리먼 윌리엄스 - 덕 존슨 역
- 루이스 프라이스 - 에디 "더 킹" 퍼루 역
- 마케스 존슨 - 레이먼드 역
- 일로이 커사도스 - 토니 스투키 역
- 빌 헨더슨, 소니 크레이버, 존 헨드릭스 - 베니스 비치 보이스 역
- 앨릭스 트러벡 - 본인 역

## 기타 제작진
- 배역: 빅토리아 토머스
- 미술: J. 데니스 워싱턴
- 의상: 프랜신 제이미슨탠척

## 우리말 녹음
MBC 성우진 (1997년 2월 7일)
- 이인성 - 시드니 (웨슬리 스나이프스)
- 권혁수 - 빌리 (우디 해럴슨)
- 이미자
- 이선주
- 박영화
- 이종혁
- 황윤걸
- 김강산
- 김영훈
- 손원일
- 안지환
- 최원형
- 박지훈
- 변종필
- 김호성
- 윤성혜
- 이철용
- 정남
- 최석필